# Macroglossum sinensis
Macroglossum sinensis är en fjärilsart som beskrevs av Clayton Dissinger Mell 1922. Macroglossum sinensis ingår i släktet Macroglossum och familjen svärmare. Inga underarter finns listade i Catalogue of Life.